# Шаста (приток Кламата)
Шаста (англ. Shasta River) — река в северной части штата Калифорния, США. Приток реки Кламат. Длина реки составляет 93 км; площадь её бассейна насчитывает около 2072 км². Высота устья — 617 м над уровнем моря.
Река Шаста берёт своё начало на восточных склонах горы Эдди, в нескольких милях к западу от горы Шаста и в 40 км к северо-западу от водохранилища Шаста. В своём верхнем течении река течёт в северном направлении, параллельно межштатной автомагистрали I-5. В 60 км от своего устья она принимает свой первый крупный приток, реку Эдди-Крик. Ниже река протекает через город Уид, поворачивает на северо-восток и протекает через водохранилище Шастина, ниже которого поворачивает на северо-запад. В 48 км от устья река протекает через невключённую общину Биг-Спрингс и течёт далее через сельскохозяйственные угодья, на орошение которых расходуется значительная часть её стока. Ниже Шаста протекает между городами Уайрика и Монгагью, а в 16 км выше своего устья реку пересекает калифорнийское шоссе № 3 и вновь пересекает межштатная автомагистраль I-5. Далее, в 5 км от устья, Шаста входит в каньон в горах Кламат и течёт параллельно калифорнийскому шоссе № 263. Впадает в реку Кламат близ пересечения шоссе № 263 и № 96.
Бассейн реки Шаста, площадь которого составляет 2072 км², представляет собой засушливую сельскохозяйственную долину, полностью расположенную в границах округа Сискию. На западе долина граничит с бассейном реки Скотт, на востоке с бассейном Бат-Крик и на севере — непосредственно с бассейном реки Кламат. Бассейн реки располагается к востоку от горного хребта Кламат и к северо-востоку от горы Шаста. Основные населённые пункты в бассейне реки: Уид, Эджвуд, Гейзил, Биг-Спрингс, Гренада, Монтагью и Уайрика.